# Высшая школа промышленной физики и химии города Париж
Высшая школа промышленной физики и химии города Париж (фр. École supérieure de physique et de chimie industrielles de la ville de Paris, ESPCI ParisTech) — инженерная школа, управляемая городом Парижем. Член Парижского технологического института. Обеспечивает высшее образование в области физики и химии.
Является членом IDEA League.
Сотрудничает с такими индустриальными компаниями, как Schlumberger, Total, Thales, L’Oréal, Saint-Gobain.

## История
В конце XIX века в связи с аннексией Германией Эльзаса и Лотарингии Франция потеряла Мюлузскую химическую школу, которая на тот момент являлась ведущим учебным заведением в своей области. Один из профессоров этой школы, Шарль Лаут, получил от государственных органов в 1878 разрешение на открытие новой большой школы.
В 1882 году им была создана Высшая школа промышленной химии города Париж. Имя ESPCI школа получила в 1948 году. По решения парижского правительства обучение в школе на протяжении всего времени существования является бесплатным.
Практически сразу после своего появления школа превратилась в центр встреч многих известных учёных того времени. Начиная с 1880 года Пьер и Жак Кюри проводили здесь исследования электрических свойств кристаллов, которые привели к открытию пьезоэлектричества. В конце 1897 Мари Кюри начала работу над урановыми лучами, открытыми за год до этого Анри Беккерелем. В июле 1898 супруги Кюри объявили об открытии полония и в декабре того же года — об открытии радия. За эти открытия им была вручена Нобелевская премия по физике 1903 года. После смерти своего мужа Мари Кюри также получила Нобелевскую премию по химии 1911 года.
Многие бывшие студенты школы приобрели широкую известность, среди них Жорж Клод, основатель Air Liquide, Поль Ланжевен, физик и изобретатель, Фредерик Жолио-Кюри, основатель CEA и Нобелевский лауреат по химии 1935 года.
В 1976 году директором школы стал Пьер-Жиль де Жен, Нобелевский лауреат по химии 1991 года.

## Образование
Обучение длится в течение четырёх лет. Первые два года студентам даются фундаментальные сведения из физики, химии и биологии. В течение третьего года обучения студенты выполняют исследовательские проекты в лабораториях и проходят стажировки на производстве. Студенты имеют возможность специализироваться в физики, химии или физической химии. В течение четвёртого года студенты могут либо начать свои докторские исследования, либо пройти магистрский курс за рубежом. Также есть возможность закончить своё образование в одной из прикладных школ, получив степень магистра инженерии. В 2002 году была также создана программа магистра биоинженерии.
Студенты имеют возможность проходить практику в ведущих компаниях, расположенных как во Франции, так и за рубежом: в США, Японии, Китае, Австралии.
За всю историю существования в ESPCI работало 5 Нобелевских лауреатов:
- Пьер Кюри
- Мари Кюри
- Фредерик Жолио-Кюри
- Пьер-Жиль де Жен
- Жорж Шарпак

## Директора
- Поль Шутценбергер (1882—1896)
- Шарль Лаут (1897—1904)
- Альбин Аллер (1905—1924)
- Поль Ланжевен (1925—1946)
- Рене Люка (1947—1968)
- Жорж Шампетье (1969—1975)
- Пьер Жиль де Жен (1975—2003)
- Жак Прост (2003-2013)
- Жан-Франсуа Жоанни (с 2014)